# アイスホッケーカナダ代表
アイスホッケーカナダ代表（アイスホッケーカナダだいひょう、英語: Canada national men's ice hockey team）は、カナダアイスホッケー連盟によるカナダのナショナルチーム。
これまで獲得したタイトルは、世界国別代表チーム最多の計49回（オリンピック9回・世界選手権22回・カナダカップ4回・ワールドカップ2回・スペングラーカップ12回）である。
プロ選手が出場できなかったため、1970年から1976年までは国際舞台から遠ざかっていた。

## 歴史
1920年から1963年までは、カナダのアマチュアクラブチームによって結成された。1963年のアイスホッケー世界選手権後にデビッド・バウアーによって代表チームが選抜された。それ以降オリンピックで1回、世界選手権で5回優勝している。
ソ連が台頭してくるまでカナダは王者に君臨しており、1956年までのオリンピック7回中6回、世界選手権でも1961年までに13回優勝していた。しかし1954年から1991年の間は世界選手権でわずか4回、オリンピックでの優勝はなくソ連、チェコスロバキア、スウェーデンに圧倒された。これには理由があり、プロリーグであるNHLのチームが所属選手がこれらの大会に出場する許可を与えなかったことも一因である。1970年にはセミプロ選手の出場が認められなかったため、国際アイスホッケー連盟のイベント出場をやめるようになった。カナダが復帰したのは1977年のことであった。この時、国際アイスホッケー連盟との間で世界選手権でカナダ、アメリカ代表がプロ選手を出場させることができるようになった。また、世界選手権の開催時期もNHLのプレーオフが終了し、プロ選手が出場しやすい時期に変更された。
1972年のサミットシリーズでのソ連代表との対戦の際にチーム・カナダと呼ばれるナショナルチームが結成されて4勝3敗1分と勝ち越した。
その2年後に行われた1974年サミットシリーズではNHL選手は出場できず、WHA選手を中心に結成されたが1勝4敗3分けに終わった。
1976年から1991年までに5回開催されたカナダカップでは4回優勝している。
カナダカップは1976年からおよそ4年ごとにカナダ、アメリカ、そしてヨーロッパの強豪国4チームのプロ選手を含んだチームがおよそ4年ごとに優勝を争った。
1983年からは将来のオリンピックへの参加をにらんで選抜チームが結成されるようになった。彼らはフルシーズン共に他国の代表やクラブチームと戦うこととなった。NHLの期待の若手、NHL経験のあるベテラン、中にはNHLチームとの契約が合意に達していない選手も含まれた。この試みは1998年まで続いた。
2007年アイスホッケー世界選手権ではロシアを破り世界チャンピオンとなった。地元カナダで行われた2008年アイスホッケー世界選手権では決勝でロシアに4-5で敗れ準優勝に終わった。2009年アイスホッケー世界選手権では1次リーグでベラルーシに6-1、ハンガリーに9-0、スロバキアに7-3と3試合で22得点、失点4と力強さを見せた。2次予選でもチェコ、ノルウェーを共に5-1で破るもフィンランドに3-4で敗れた。最終的には決勝に進出したものの、ロシアに1-2で敗れて2年連続で準優勝となった。

## 永久欠番
- 66 マリオ・ルミュー
- 99 ウェイン・グレツキー

## 主な成績

### オリンピック
| 開催年 | 大会名                                     | 順位     |
| ------ | ------------------------------------------ | -------- |
| 1920年 | アントワープオリンピック                   | 金メダル |
| 1924年 | シャモニーオリンピック                     | 金メダル |
| 1928年 | サンモリッツオリンピック                   | 金メダル |
| 1932年 | レークプラシッドオリンピック               | 金メダル |
| 1936年 | ガルミッシュパルテンキルヒェンオリンピック | 銀メダル |
| 1948年 | サンモリッツオリンピック                   | 金メダル |
| 1952年 | オスロオリンピック                         | 金メダル |
| 1956年 | コルティナダンペッツォオリンピック         | 銅メダル |
| 1960年 | スコーバレーオリンピック                   | 銀メダル |
| 1964年 | インスブルックオリンピック                 | 4位      |
| 1968年 | グルノーブルオリンピック                   | 銅メダル |
| 1972年 | 札幌オリンピック                           | 出場せず |
| 1976年 | インスブルックオリンピック                 | 出場せず |
| 1980年 | レークプラシッドオリンピック               | 6位      |
| 1984年 | サラエボオリンピック                       | 4位      |
| 1988年 | カルガリーオリンピック                     | 4位      |
| 1992年 | アルベールビルオリンピック                 | 銀メダル |
| 1994年 | リレハンメルオリンピック                   | 銀メダル |
| 1998年 | 長野オリンピック                           | 4位      |
| 2002年 | ソルトレイクシティオリンピック             | 金メダル |
| 2006年 | トリノオリンピック                         | 7位      |
| 2010年 | バンクーバーオリンピック                   | 金メダル |
| 2014年 | ソチオリンピック                           | 金メダル |
| 2018年 | 平昌オリンピック                           | 銅メダル |

### 世界選手権など
- アイスホッケー世界選手権
  - 金メダル22回（1930年、1931年、1934年、1935年、1937年、1938年、1939年、1950年、1951年、1955年、1958年、1959年、1961年、1994年、1997年、2003年、2004年、2007年、2015年、2016年、2021年、2023年）
  - 銀メダル13回（1933年、1936年、1949年、1954年、1960年、1962年、1985年、1989年、1991年、1996年、2005年、2008年、2009年）
  - 銅メダル9回（1956年、1966年、1967年、1968年、1978年、1978年、1982年、1983年、1986年、1995年）

※1970年から1976年は不参加。
- カナダカップ 優勝4回（1976年、1984年、1987年、1991年）、準優勝1回（1981年）
- ワールドカップ 優勝2回（2004年、2016年）、準優勝1回（1996年）
- スペングラーカップ 優勝12回